# 朋氏瘤粒條鰍
朋氏瘤粒條鰍（學名：Tuberoschistura baenzigeri）為輻鰭魚綱鯉形目條鰍科瘤粒條鰍屬的其中一種。分布於亞洲馬來半島及湄南河流域，棲息深度1-2公尺，體長可達4.2公分，棲息在水流平緩且混濁的河川底層水域，生活習性不明。

## 扩展阅读
維基物種上的相關：朋氏瘤粒條鰍